# ليون دي كوغيل
ليون دي كوغيل (بالهولندية: Leon de Kogel)‏ (13 نوفمبر 1991 في هولندا - ) هو لاعب كرة قدم هولندي في مركز الهجوم. شارك مع منتخب هولندا تحت 21 سنة لكرة القدم. أما مع النوادي، فقد لعب مع غو أهد إيغلز وفي في في فينلو ونادي أوترخت والمير سيتي.

## وصلات خارجية
- ليون دي كوغيل على موقع قاعدة بيانات كرة القدم.إي يو (الإنجليزية)
- ليون دي كوغيل على موقع Soccerway.com (الإنجليزية)
- ليون دي كوغيل على موقع عالم كرة القدم.نت (الإنجليزية)